# Бражники (Нововодолазька селищна громада)
Бра́жники — село в Україні, у Нововодолазькій селищній громаді Харківського району Харківської області. Населення становить 147 осіб. До 2017 орган місцевого самоврядування — Сосонівська сільська рада. З 2017 року у складі Нововодолазької селищної громади.

## Географія
Село Бражники знаходиться на відстані 1,5 км від річки Вільхуватка. По селу протікає річка Княжна, вище за течією якої примикає село Княжне, нижче за течією примикає село Новоселівка. На відстані 1 км знаходиться село Сосонівка. За 3 км знаходиться залізнична станція Кварцовий.

## Історія
Під час організованого радянською владою Голодомору 1932—1933 років померло щонайменше 18 жителів села.
12 червня 2020 року, розпорядженням Кабінету Міністрів України № 725-р «Про визначення адміністративних центрів та затвердження територій територіальних громад Харківської області», увійшло до складу Нововодолазької селищної громади.
19 липня 2020 року, в результаті адміністративно-територіальної реформи та ліквідації Нововодолазького району, село увійшло до складу новоутвореного Харківського району.